# Castell de Guardamar del Segura
El castell de Guardamar del Segura es troba a la part alta d'un turó rocós situat al costat de la localitat del mateix nom, al Baix Segura.
D'origen àrab, es tracta d'un recinte allargat dividit en dues seccions. La part superior constitueix el castell pròpiament dit, de planta poligonal, datat en la primera meitat del segle xii i del que queden molt poques restes, ja que va ser destruït, igual que el castell d'Oriola, durant el fort terratrèmol de març de 1829.
La part inferior és de major grandària i està envoltada per una muralla gòtica que va sofrir importants modificacions en el segle xvi. Els elements més importants són alguns trams dels seus sòlids murs, així com els basaments d'algunes torrasses i construccions auxiliars. La zona de més valor arqueològic és el denominat Baluard de la Pólvora.
La vila va romandre dintre d'aquests murs fins al terratrèmol de 1829, quan va ser traslladada al pla proper.
Actualment es troba en estat de ruïna consolidada, ha estat parcialment rehabilitat, i se segueixen realitzant excavacions arqueològiques.

## Història
Simone Boccanegra, que va pujar al poder de la República de Gènova després de la Guerra venecianogenovesa, es va aliar amb el Regne de Castella per atacar la Corona d'Aragó, aliada dels venecians. L'estol de dotze galeres del Regne de Castella, comandades per Pere el Cruel i sis galeres de la República de Gènova, comandades per Egidi Boccanegra es presentà davant de Guardamar, emparant-se de la ciutat, però el castell, defensat per Bernat de Cruïlles, restà en mans dels catalans. Un temporal destruí la flota invasora, i Pere el Cruel hagué de retirar-se per terra. L'any següent, els castellans aconseguiren prendre Guardamar, en una expedició que pretengué amb la intenció de destruir el poder marítim català, amb el suport del Regne de Granada, la República de Gènova, i el Regne de Portugal, però fracassà en el seu intent de prendre València, Barcelona i Eivissa. Pere el Cerimoniós li lleva al municipi la condició de Vila Reial, i la seua autonomia, en càstig a la seua feble oposició a les tropes castellanes i passa a ser des d'aquell moment una aldea d'Oriola; la nova situació deixà Guardamar en una situació marginal i procliu a ser objecte de corsaris, roders i contrabandistes, circumstància que el rei intentà pal·liar amb una repoblació morisca, que va fracassar.